# Vårsjön, Lappland
Vårsjön är en sjö i Gällivare kommun i Lappland och ingår i Råneälvens huvudavrinningsområde.